# Аранда, Антонио
Антонио Аранда Мата (исп. Antonio Aranda Mata; 13 ноября 1888, Леганес — 8 февраля 1979, Мадрид) — испанский военачальник, генерал. Масон, участник Гражданской войны 1936—1939 годов.

## Военная служба
Окончил пехотное училище в Толедо. Активно участвовал в боевых действиях в Марокко в качестве капитана Генерального штаба. В 1916 году за боевые заслуги был произведён в майоры. К окончанию Рифской войны был уже полковником (произведён в 1926 году). Также получил известность как инженер и картограф.
При республиканском режиме, установленном в Испании в 1931 году, служил в первой инспекции армии. В октябре 1934 года участвовал в подавлении восстания рабочих в Астурии, после чего был назначен командиром горной бригады Астурии и военным губернатором Овьедо.

## Участие в Гражданской войне
Во время выступления военных против республиканского правительства в июле 1936 года полковник Аранда по телефону гарантировал свою лояльность правительству. Однако при этом он был участником антиправительственного заговора, но понимал, что наличие в Овьедо значительного количества активных сторонников республики может помешать в реализации его замыслов. Тогда, выступив перед шахтёрами в Овьедо, Аранда назвал себя «мечом республики», поддержал их планы похода на помощь Мадриду и даже снабдил их стрелковым оружием, что окончательно ввело их в заблуждение. Однако когда шахтёры покинули Овьедо, Аранда сразу же возглавил военное выступление в городе, установив контроль над ним и находящимся в Овьедо оружейным заводом.
С 20 июля он во главе гарнизона из 4 тысяч человек (военнослужащие, полицейские из «штурмовой гвардии», фалангистов), будучи блокирован вернувшимся шахтёрским ополчением, которое постоянно сжимало кольцо окружения, заняв часть кварталов Овьедо. В октябре 1936 года войска националистов прорвались из Галисии к Овьедо и 17 октября установили связь с осаждёнными, вытеснив республиканцев в предместья города. Ко времени прорыва осады под началом Аранды оставались около 600 боеспособных подчинённых. За оборону Овьедо он был произведён в генералы.
В феврале-марте 1937 года республиканцы снова подвергли штурму Овьедо и на время вновь окружили город, однако их атаки националистам удалось отбить. В общей сложности Аранда руководил защитой города в течение 15 месяцев.
Осенью того же года его войска уже контратаковали из Овьедо республиканцев во время общего наступления националистов в Астурии. Командуя 8-й дивизией, а затем Галисийским корпусом Аранда активно участвовал во многих боях (у Теруэля, Монтальвана, Утрильи, Морельи) и в сражении на реке Эбро.
В 1939 году его войска занял Валенсию, и он был назначен генерал-капитаном этого военного округа, 9 ноября 1939 года Аранда был награждён Крестом Сан-Фернандо, увенчанным лаврами.

## После войны
После окончания гражданской войны генерал Аранда руководил Высшей военной школой и был председателем Королевского географического общества. Придерживался пробританской ориентации во время Второй мировой войны, начиная с 1941 года он участвовал в нелегальной монархической деятельности, чем вызвал недовольство Франсиско Франко.
В 1943 году он был арестован по обвинению в подготовке заговора и на некоторое время выслан на Майорку.
Вернувшись в Мадрид, он продолжал придерживаться монархических взглядов, находился под надзором полиции, не проявляя большой активности и проводя значительную часть времени в читальном зале в Club Casino de Madrid.
В 1976 году, уже после кончины Франко, король Испании Хуан Карлос I присвоил 88-летнему Аранде чин генерал-лейтенанта.